# Гриншпун, Никита Юльевич
Никита Юльевич Гриншпун (род. 11 сентября 1974) — российский театральный режиссёр.

## Биография
Никита Гриншпун родился 11 сентября 1974 года в театральной семье. Его дед Изакин был первым главным режиссером Одесского театра музыкальной комедии, отец Юлий Изакинович известный советский режиссёр и постановщик музыкальных спектаклей, в том числе самых первых отечественных мюзиклов.
В 2003 году Никита завершил обучение с отличием на актёрском факультете Санкт-Петербургской государственной академии театрального искусства, затем успешно был зачислен и на режиссёрский факультет, но через год обучения перевелся на третий курс Российского университета театрального искусства ГИТИС в городе Москва. Проходил обучение на курсе заслуженного деятеля искусств РФ Олега Кудряшова. В 2007 году стал дипломированным специалистом.
Дебют Никиты Гриншпуна состоялся на сцене Государственного театра наций, где была поставлена «Шведская спичка» А. П. Чехова. Спектакль стал заметным событием театрального сезона 2007—2008 года и был номинирован на Национальную театральную премию «Золотая маска», а также удостоен премии «Хрустальная Турандот 2007 года» и Гран-при фестиваля российского искусства в городе Ницца, во Франции.
С 2009 по 2011 года Никита Юльевич работал в должности художественного руководителя Сахалинского Международного театрального центра имени А. П. Чехова в городе Южно-Сахалинск. В дальнейшем работал в Одесском академическом театре имени В. Василько, Пермском академическом Театре-Театре, Калининградском драматическом театре и на других площадках России и зарубежья.
В сентябре 2015 года был назначен художественным руководителем Омского государственного драматического «Пятого театра».

## Уголовное преследование
В июне 2020 года в отношении Гриншпуна было возбуждено уголовное дело. Подозревался в растрате более 1,3 миллионов рублей. В сентябре 2020 года из-за преследования контракт с Гриншпуном был расторгнут.
14 февраля 2023 года суд вынес обвинительный приговор, признав Никиту Гриншпуна виновным в получении взятки и растрате. Был приговорен к 5,5 годам лишения свободы в колонии строгого режима и штрафу в 8,4 миллиона рублей. Позже приговор был смягчён до 4,5 лет наказания. 
В 2024 году Первомайским районным судом Омской области рассматривалось ещё одно уголовное дело в отношении Никиты Гришпуна, который обвинялся в совершении растраты. В июле суд по совокупности приговорил его к 5 годам лишения свободы в колонии строгого режима со штрафом в размере почти 8,5 млн рублей.